# Бег на 3000 метров с препятствиями

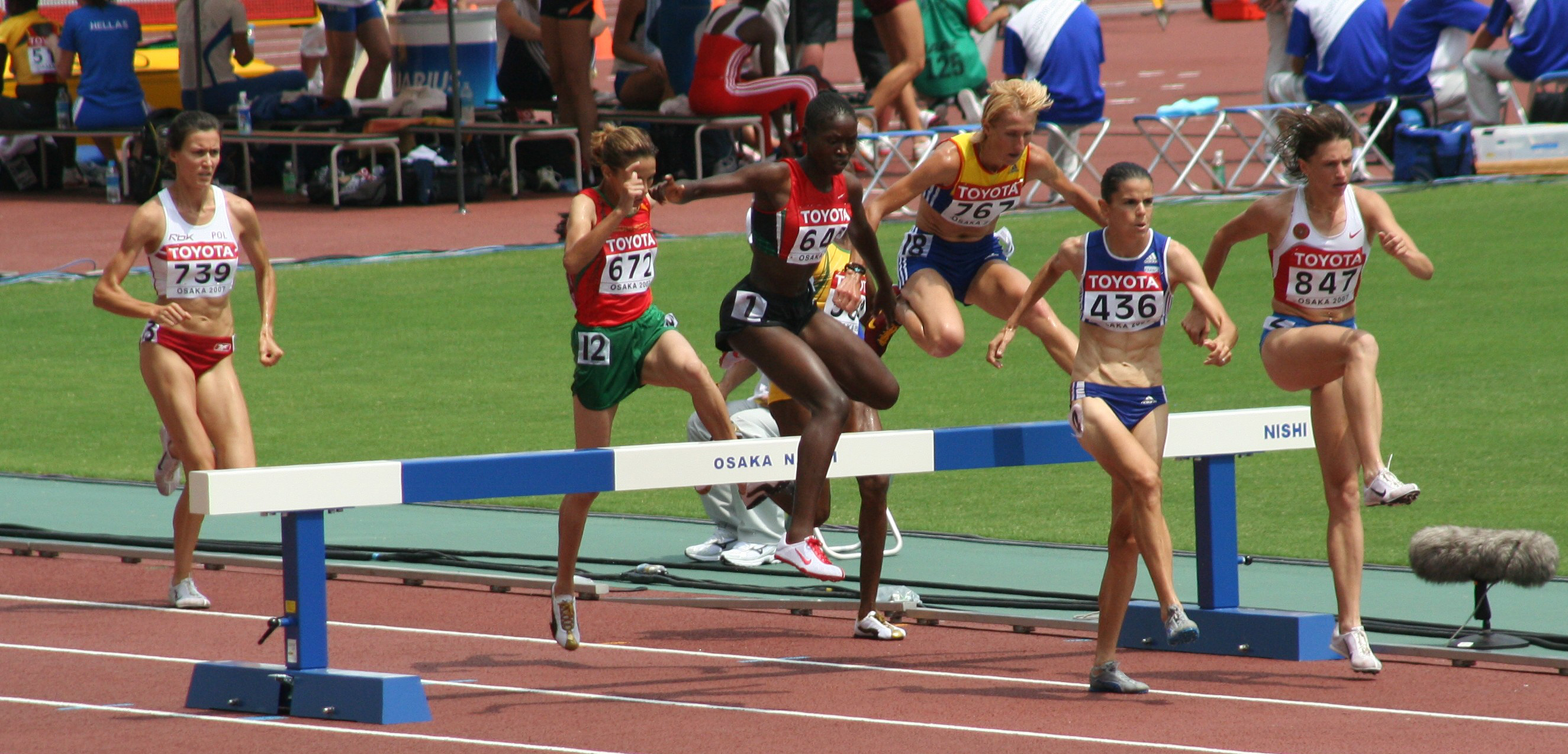
Чемпионат мира по лёгкой атлетике 2007 года в Осаке. Забег на дистанции 3000 метров с препятствиями

Бег на 3000 метров с препятствиями, или стипль-чез (англ. steeplechase — скачки с препятствиями), — дисциплина, относящаяся к средним дистанциям беговой легкоатлетической программы. Включает следующие элементы: бег между препятствиями, преодоление препятствий и преодоление ямы с водой. Требует от спортсменов выносливости, владения техникой преодоления препятствий и тактического мышления. Проводится только на летних стадионах (без использования ямы с водой могут проводиться и в помещениях, но обычно лишь на соревнованиях небольшого ранга). Является олимпийской дисциплиной лёгкой атлетики для мужчин с 1920 года, для женщин — с 2008 года.

## Правила
Бег на 3000 метров с препятствиями ведётся на специально спрофилированной дистанции. При этом препятствие (яма с водой) выносится на специальный вираж, поэтому старт дистанции даётся с отдельной отметки, отличающейся от старта гладких 3000 метров. Дистанция включает в себя преодоление в общей сложности 35 препятствий (включая 7 ям с водой), по 5 на каждом круге.
Высота барьеров у мужчин 914 мм (36 дюймов) и у женщин 762 мм (30 дюймов). Длина ямы с водой 3,66 метра (12 футов). Глубина ямы изменяется от 700 миллиметров у барьера до нуля у края ямы. Барьеры имеют вес от 80 кг, барьеры для ямы с водой установлены в забетонированные цоколи и сдвинуть либо опрокинуть их невозможно.

## Тактика
Спортсмен должен распределить силы по дистанции по тем же принципам, что и на средних дистанциях, но с учётом того, что необходимо оставить резервы на преодоление препятствий. В зависимости от индивидуальных особенностей подготовки спортсмен может преодолевать препятствие «барьерным шагом», то есть не касаясь барьера (это быстрее, но более энергозатратно), или же наступая ногой на барьер.

## История
Как и многие другие беговые дисциплины, стипль-чез происходит из Англии. К середине XIX века относят первые официально зафиксированные результаты дистанции 2 мили в кроссе с препятствиями (3218 метров) спортсменов университета Оксфорда.
В программу Олимпийских игр бег на 3000 метров с препятствиями был впервые включён в 1920 году. Вплоть до 1960-х годов в этой дисциплине доминировали европейские атлеты. Начиная с 1970-х годов и по настоящее время лидерство в этой дисциплине захватывают африканские бегуны. В программу чемпионата мира бег на 3000 метров с препятствиями у женщин включён с 2005 года. На Олимпиаде в Пекине женщины впервые разыграли медали в этой дисциплине на Олимпийских играх.
В настоящее время сильнейшие бегуны в дисциплине 3000 м с препятствиями — спортсмены из Кении и Эфиопии.

## Экипировка
Бегуны в стипль-чезе используют специальные шиповки, отличающиеся от беговых туфель в остальных беговых видах. Они устроены так, чтобы выпускать воду, собирающуюся после преодоления ямы с водой.

## Действующие рекорды
|         | Рекорд      | Время   | Спортсмен(-ка)           | Страна  | Дата            | Место                    |
| ------- | ----------- | ------- | ------------------------ | ------- | --------------- | ------------------------ |
| Мужчины | Мировой     | 7:52.11 | Ламеха Гирма             | Эфиопия | 9 июня 2023     | Париж, Франция           |
| Мужчины | Олимпийский | 8:03,28 | Консеслус Кипруто        | Кения   | 17 августа 2016 | Рио-де-Жанейро, Бразилия |
| Мужчины | Европейский | 8:00,09 | Махидин Мехисси-Бенаббад | Франция | 6 июля 2013     | Париж, Франция           |
|         |             |         |                          |         |                 |                          |
| Женщины | Мировой     | 8:44.32 | Беатрис Чепкоеч          | Кения   | 20 июля 2018    | Монако                   |
| Женщины | Олимпийский | 8:52,76 | Уинфред Яви              | Бахрейн | 6 августа 2024  | Сен-Дени, Франция        |
| Женщины | Европейский | 8:58,67 | Алис Фино                | Франция | 6 августа 2024  | Сен-Дени, Франция        |

## Призёры Олимпийских игр в беге на 3000 метров с/п

### Мужчины
| Игры                              | Золото                      | Серебро                        | Бронза                         |
| 1920 Антверпен см. подробнее      | Перси Ходж (GBR)            | Патрик Флинн (USA)             | Эрнесто Амброзини (ITA)        |
| 1924 Париж см. подробнее          | Вилле Ритола (FIN)          | Элиас Кац (FIN)                | Поль Бонтам (FRA)              |
| 1928 Амстердам см. подробнее      | Тойво Лоукола (FIN)         | Пааво Нурми (FIN)              | Ове Андерсен (FIN)             |
| 1932 Лос-Анджелес см. подробнее   | Волмари Исо-Холло (FIN)     | Том Ивенсон (GBR)              | Джо Маккласки (USA)            |
| 1936 Берлин см. подробнее         | Волмари Исо-Холло (FIN)     | Каарло Туоминен (FIN)          | Альфред Домперт (GER)          |
| 1948 Лондон см. подробнее         | Туре Шёстранд (SWE)         | Эрик Эльмсетер (SWE)           | Йёте Хагстрём (SWE)            |
| 1952 Хельсинки см. подробнее      | Хорас Эшенфелтер (USA)      | Владимир Казанцев (URS)        | Джон Дисли (GBR)               |
| 1956 Мельбурн см. подробнее       | Крис Брэшер (GBR)           | Шандор Рожньёи (HUN)           | Эрнст Ларсен (NOR)             |
| 1960 Рим см. подробнее            | Здзислав Кшишковяк (POL)    | Николай Соколов (URS)          | Семён Ржищин (URS)             |
| 1964 Токио см. подробнее          | Гастон Рулантс (BEL)        | Морис Херриотт (GBR)           | Иван Беляев (URS)              |
| 1968 Мехико см. подробнее         | Амос Бивотт (KEN)           | Бенджамин Кого (KEN)           | Джордж Янг (USA)               |
| 1972 Мюнхен см. подробнее         | Кипчоге Кейно (KEN)         | Бен Джипчо (KEN)               | Тапио Кантанен (FIN)           |
| 1976 Монреаль см. подробнее       | Андерс Ердеруд (SWE)        | Бронислав Малиновский (POL)    | Франк Баумгартль (GDR)         |
| 1980 Москва см. подробнее         | Бронислав Малиновский (POL) | Филберт Бэйи (TAN)             | Эшету Тура (ETH)               |
| 1984 Лос-Анджелес см. подробнее   | Джулиус Корир (KEN)         | Жозеф Махмуд (FRA)             | Брайан Димер (USA)             |
| 1988 Сеул см. подробнее           | Джулиус Кариуки (KEN)       | Питер Коэч (KEN)               | Марк Роуленд (GBR)             |
| 1992 Барселона см. подробнее      | Мэттью Бирир (KEN)          | Патрик Санг (KEN)              | Уильям Мутвол (KEN)            |
| 1996 Атланта см. подробнее        | Джозеф Кетер (KEN)          | Мозес Киптануи (KEN)           | Алессандро Ламбрускини (ITA)   |
| 2000 Сидней см. подробнее         | Рубен Косгей (KEN)          | Уилсон Бойт Кипкетер (KEN)     | Али Эззин (MAR)                |
| 2004 Афины см. подробнее          | Эзекиль Кембой (KEN)        | Бримин Кипруто (KEN)           | Пол Коэч (KEN)                 |
| 2008 Пекин см. подробнее          | Бримин Кипруто (KEN)        | Махидин Мехисси-Бенаббад (FRA) | Ричард Матилонг (KEN)          |
| 2012 Лондон см. подробнее         | Эзекиль Кембой (KEN)        | Махидин Мехисси-Бенаббад (FRA) | Абель Мутаи (KEN)              |
| 2016 Рио-де-Жанейро см. подробнее | Консеслус Кипруто (KEN)     | Эван Джагер (USA)              | Махидин Мехисси-Бенаббад (FRA) |
| 2020 Токио см. подробнее          | Суфиан Эль-Баккали (MAR)    | Ламеха Гирма (ETH)             | Бенджамин Киген (KEN)          |
| 2024 Париж см. подробнее          | Суфиан Эль-Баккали (MAR)    | Кеннет Рукс (USA)              | Абрахам Кибивот (KEN)          |

### Женщины
| Игры                              | Золото                 | Серебро               | Бронза                |
| 2008 Пекин см. подробнее          | Гульнара Галкина (RUS) | Юнис Джепкорир (KEN)  | Татьяна Петрова (RUS) |
| 2012 Лондон см. подробнее         | Хабиба Гриби (TUN)     | София Ассефа (ETH)    | Милка Чейва (KEN)     |
| 2016 Рио-де-Жанейро см. подробнее | Рут Джебет (BRN)       | Хивин Джепкемои (KEN) | Эмма Коберн (USA)     |
| 2020 Токио см. подробнее          | Перут Чемутай (UGA)    | Кортни Фрерикс (USA)  | Хивин Джепкемои (KEN) |
| 2024 Париж см. подробнее          | Уинфред Яви (BRN)      | Перут Чемутай (UGA)   | Фейт Черотич (KEN)    |